# 李思萱
李思萱，藝名艾比里，中國模特和選美小姐，2024年獲得世界環球小姐大賽深圳市冠軍。2020年從武漢學院畢業後，她偽造哥倫比亞大學學歷入讀香港大學碩士課程，2024年6月被捕，2025年5月在沙田裁判法院被判監240日。

## 生平

### 早年生涯
李思萱出生于湖北宜昌，3岁开始學習跳舞，小学五年级时通过古箏6级考试，同年開始學習古典結他。據李思萱自稱，進入高中後，她於2012年在中国中学生作文大赛中获得二等奖，2015年获得湖北省第十届体育舞蹈錦標賽金獎。2016年，李思萱入讀武漢學院，大學期間開始學習模特。

### 偽造學歷
2020年從武漢學院畢業後，李思萱向留學中介「學術帝」支付38萬元人民幣，以偽造美國哥倫比亞大學的語言學學士學位文憑，期間中介安排她參加哥倫比亞大學的短期網課。據極目新聞報導，偽造的資料還包括虚假的電郵往來和上课记录等。在中國大陸，偽造海外學歷欺騙海外院校無刑事責任。2021年12月，李思萱使用虛假學歷向香港大學提交應用語言學文學碩士課程的入學申請，2022年4月11日獲得有條件錄取，並被要求提供相關學歷的證明。同年4至7月間，香港大學收到印有她的姓名的成績表及畢業證書，並發出正式錄取。同年9月1日，李思萱開始在香港大學上課。
2024年3月，香港大學收到投訴，指有人使用虛假學歷報讀碩士課程，隨後啓動一系列調查。哥倫比亞大學其後回應香港大學稱，李思萱不曾在該校讀書，她提供的「證明文件」也非由哥倫比亞大學發出。2024年6月14日，香港大學就此事約見李思萱，遭她拒絕。7月4日，深圳舉行第47屆世界環球小姐中國大灣區總決賽，李思萱獲得深圳市冠軍。接受訪問時，她自信地表示，「我現在就讀於香港大學應用語言學專業，我非常榮幸能獲得深圳市冠軍。」同月19日，港大報警，並中止她的學籍。翌日，她在港大校園被入境事務處職員截查，其後在企圖從落馬洲管制站離港時被警方拘捕。

### 案件審判
警方搜查李思萱於灣仔的住所時，從一個櫥櫃的抽屜內發現一張偽造的香港大學畢業證書，上面印有畢業典禮的日期為2024年6月12日，以及她的姓名，成績為 「優異」（Distinction）。經調查後，警方確認該畢業典禮於6月11日舉行，而她的成績僅為「及格」（Pass）。
李思萱原被控1項「為取得入境證而作出虛假陳述」。2025年1月13日，案件於沙田裁判法院再提堂，她被新增兩項控罪，分別為「以欺騙手段取得服務」及「管有虛假文書」。裁判官將案押後至2月14日再訊，被告獲准以20萬元現金保釋。2月14日，案件在沙田裁判法院再提堂。控方表示案件已準備答辯，但辯方稱兩日前才從控方收到約230頁文件，需花時間閱讀及跟控方商討，申請押後答辯。署理主任裁判官鄭紀航應辯方申請，把案件押後至3月28日答辯。被告續准以20萬元現金保釋，期間不准離港。
3月28日，案件再提堂，辯方稱仍需時與控方商討，而對方需時4周，希望押後至5月2日再訊。裁判官追問去信時間後，辯方稱是3月20日。官質疑為何延至上周才出信，辯方解釋稱上周才找到資深大律師許紹鼎接手，官斥責「咁你咪遲囉，你知道個法庭日誌，你噏晒啲名係無意思」，並一度下令被告暫還押。辯方其後稱答辯前一個月才收齊文件，官遂准押後至4月17日答辯，但強調是最後一次押後，期間被告准以原有條件保釋。保釋期間她仍然在網絡上活躍，包括擔任2025年亞洲小姐大灣區總決賽的嘉賓，以及在小紅書上發文。
4月17日，案件開庭後，雙方確認已達成認罪協商，李思萱承認「以欺騙手段取得服務」及經修訂後的「管有虛假文書」罪，控方撤回「為取得入境證而作出虛假陳述」罪。裁判官質疑被告獲港大收讀的碩士課程是否有學額限制，是否有本能獲取錄的申請人因被告的行為而未能入讀。控方對此不明確，官回應稱此點須予釐清，下令控辯搜查資料，押後至5月8日判刑。
5月8日，控方表示，經入境處向港大查詢，涉案課程學額為95人，該屆收取了93人，收生不足，被告行為未影響其他申請人。裁判官指出，被告不誠實取得香港大學的學位後，仍進一步管有偽造的畢業證書，更在假的證書上聲稱她成績優異，貫徹其不誠實的行為，認為刑期不能全部同期執行。考慮各因素後，官判被告就每項控罪入獄300天，因被告認罪可獲三分一的刑期扣減，另有40天的刑期須分期執行，總刑期為240天監禁。